# North West Senior Cup
La North West Senior Cup o North West Cup è una competizione calcistica regionale nell'Irlanda del Nord. Possono parteciparvi sia le squadre professionistiche sia le squadre dilettantanti della giurisdizione del Nord Ovest del paese (che copre la contea di Londonderry e parti della contea di Tyrone). Ha avuto origine come County Londonderry FA Cup nel 1886–87, ma è diventata la North West Cup nel 1892.

## Albo d'Oro
| Anno    | Vincitore                                         |
| ------- | ------------------------------------------------- |
| 1886–87 | Limavady                                          |
| 1887–88 | Limavady                                          |
| 1888–89 | Limavady                                          |
| 1889–90 | Limavady                                          |
| 1890–91 | St Columb's Court                                 |
| 1891–92 | St Columb's Court                                 |
| 1892–93 | Limavady                                          |
| 1893–94 | St Columb's Hall Celtic                           |
| 1894–95 | St Columb's Hall Celtic                           |
| 1895–96 | St Columb's Hall Celtic                           |
| 1896–97 | St Columb's Hall Celtic                           |
| 1897–98 | St Columb's Hall Celtic                           |
| 1898–99 | Derry Celtic                                      |
| 1899–00 | Derry Hibernians                                  |
| 1900–01 | Derry Celtic                                      |
| 1901–02 | Derry Celtic                                      |
| 1902–03 | Derry Celtic                                      |
| 1903–04 | Derry Hibernians                                  |
| 1904–05 | Derry Hibernians                                  |
| 1905–06 | Celtic Wanderers                                  |
| 1906–07 | Celtic Wanderers                                  |
| 1907–08 | Celtic Wanderers and Bright Stars (a pari merito) |
| 1908–09 | Celtic Wanderers                                  |
| 1909–31 | non disputata                                     |
| 1932    | Derry City                                        |
| 1933    | Derry City                                        |
| 1934    | Derry City                                        |
| 1935    | Derry City                                        |
| 1936    | Derry City                                        |
| 1937    | Derry City                                        |
| 1939    | Derry City                                        |
| 1953    | Coleraine Reserves                                |
| 1954    | Derry City                                        |
| 1955    | Coleraine                                         |
| 1956    | Coleraine                                         |
| 1957    | non assegnata                                     |
| 1958    | Coleraine                                         |
| 1959    | Coleraine                                         |
| 1960    | Derry City                                        |
| 1961    | Coleraine                                         |
| 1962    | Derry City                                        |
| 1963    | Derry City                                        |
| 1964    | Derry City                                        |
| 1965    | Coleraine                                         |
| 1966    | Derry City                                        |
| 1968    | Coleraine                                         |
| 1969    | Derry City                                        |
| 1970    | Derry City                                        |
| 1971    | Derry City                                        |
| 1981    | Coleraine                                         |
| 1982    | Coleraine                                         |
| 1983    | Coleraine                                         |
| 1987–88 | Coleraine                                         |
| 1988–89 | Coleraine                                         |
| 1989–90 | Tobermore United                                  |
| 1990–91 | Omagh Town                                        |
| 1991–92 | Coleraine                                         |
| 1992–93 | Omagh Town                                        |
| 1993–94 | Limavady United                                   |
| 1994–95 | Coleraine                                         |
| 1995–96 | Omagh Town                                        |
| 1996–97 | Omagh Town                                        |
| 1997–98 | Institute                                         |
| 1998–99 | Limavady United                                   |
| 1999–00 | Omagh Town                                        |
| 2000–01 | Omagh Town                                        |
| 2001–02 | Coleraine                                         |
| 2002–03 | Institute                                         |
| 2003–04 | Coleraine                                         |
| 2004–05 | Limavady United                                   |
| 2005–06 | Coleraine                                         |
| 2006–07 | Tobermore United                                  |
| 2007–08 | Coleraine                                         |
| 2008–09 | Institute                                         |
| 2009–10 | Coleraine                                         |
| 2010–11 | Institute                                         |
| 2011–12 | Institute                                         |
| 2012–13 | Coleraine                                         |
| 2013–14 | Newbuildings United                               |
| 2014–15 | Institute                                         |
| 2015–16 | Limavady United                                   |
| 2016–17 | Institute                                         |
| 2017–18 | Institute                                         |
| 2018–19 | Limavady United                                   |
| 2019–20 | Ballinamallard United                             |
| 2020–21 | Dergview                                          |
| 2021–22 | Dergview                                          |

## Vittorie per club
| Club                  | Totale vittorie | Ultima vittoria |
| --------------------- | --------------- | --------------- |
| Coleraine             | 20              | 2012–13         |
| Derry City            | 16              | 1971            |
| Limavady United       | 10†             | 2018–19         |
| Derry Celtic‡         | 8               | 1902–03         |
| Institute             | 8               | 2017–18         |
| Omagh Town            | 6               | 2000–01         |
| Celtic Wanderers      | 4†              | 1908–09         |
| Derry Hibernians      | 3               | 1904–05         |
| Dergview              | 2               | 2021-22         |
| St Columb's Court     | 2†              | 1892–93         |
| Tobermore United      | 2               | 2006–07         |
| Ballinamallard United | 1               | 2019–20         |
| Bright Stars          | 1†              | 1907–08         |
| Newbuildings United   | 1               | 2013–14         |
| Coleraine Reserves    | 1               | 1953            |

‡ incluse 4 vittorie come St Columb's Hall Celtic.